# Psyttalia dacicida
Psyttalia dacicida är en stekelart som först beskrevs av Filippo Silvestri 1911.  Psyttalia dacicida ingår i släktet Psyttalia och familjen bracksteklar. Inga underarter finns listade i Catalogue of Life.